# Gattico
Gattico es una localidad (oficialmente, frazione) ubicada en el municipio de Gattico-Veruno, en la provincia de Novara, Piamonte (Italia).
Fue un municipio autónomo hasta el 31 de diciembre de 2018, pero se fusionó a partir del 1 de enero de 2019 con el municipio de Veruno en la nueva entidad administrativa, de la que es capital municipal.

## Evolución demográfica
| Gráfica de evolución demográfica de Gattico entre 1861 y 2018 |
|                                                               |
| Fuente: ISTAT - Elaboración gráfica de Wikipedia              |